# Madeley (Staffordshire)
Madeley es una parroquia civil y un pueblo del distrito de Newcastle-under-Lyme, en el condado de Staffordshire (Inglaterra).

## Geografía
Según la Oficina Nacional de Estadística británica, Madeley tiene una superficie de 21,63 km².

## Demografía
Según el censo de 2001, Madeley tenía 4386 habitantes (48,13% varones, 51,87% mujeres) y una densidad de población de 202,77 hab/km². El 19,04% eran menores de 16 años, el 72,64% tenían entre 16 y 74, y el 8,32% eran mayores de 74. La media de edad era de 40,49 años. Del total de habitantes con 16 o más años, el 24,36% estaban solteros, el 58,55% casados, y el 17,09% divorciados o viudos.
Según su grupo étnico, el 98,68% de los habitantes eran blancos, el 0,39% mestizos, el 0,57% asiáticos, el 0,18% negros, y el 0,18% chinos. La mayor parte (97,08%) eran originarios del Reino Unido. El resto de países europeos englobaban al 1,3% de la población, mientras que el 1,62% había nacido en cualquier otro lugar. El cristianismo era profesado por el 80,73%, el budismo por el 0,16%, el hinduismo por el 0,16%, el judaísmo por el 0,09%, el islam por el 0,34%, y cualquier otra religión, salvo el sijismo, por el 0,23%. El 12,47% no eran religiosos y el 5,82% no marcaron ninguna opción en el censo.
Había 1866 hogares con residentes y 33 vacíos.